# Конидиогенез
Конидиогене́з (лат.  и англ. conidiogenesis) — совокупность физиологических и морфологических процессов образования конидий — пропагул, служащих для бесполого размножения грибов.
Выделяются два основных типа конидиогенеза — бластический и таллический. В случае бластического конидиогенеза будущая конидия отличима морфологически ещё до физического отделения септой от конидиогенной клетки. Конидии, образующиеся таллическим путём, отделяются перегородкой от конидиогенной клетки до морфологической дифференциации.
На значение типов конидиогенеза для практического определения и формальной классификации несовершенных грибов было впервые указано в 1888 году Ж. Н. Костантеном. Эти идеи были в 1910—1911 годах подхвачены и развиты Полем Вюийеменом. Вюийемен выделял «истинные конидии» и «таллоспоры». Среди последних он ограничивал «артроспоры», «бластоспоры», «хламидоспоры» и «алевриоспоры».

## Типы конидиогенеза
Бластический и таллический конидиогенезы подразделяются на целый ряд типов. По Брайсу Кендрику, выделяется 8—10 типов конидиогенеза:
Акропетальный или синхронный бластический конидиогенез — тип конидиогенеза, при котором конидии отпочковываются от конидиогенных клеток и верхушечных конидий. Наиболее молодые конидии таким образом в последнем случае оказываются на концах цепочек. В случае образования из одной конидии нескольких дочерних цепочки могут разветвляться (материнская конидия тогда называется рамоконидией). Акропетальный тип конидиогенеза (из конидиогенной клетки образуется не более одной — двух конидий) характерен для Cladosporium, Monilia, синхронный (множество конидий на конидиогенную клетку) — для Botrytis, Botryosporium, Peziza/Chromelosporium (цепочек не образуют), Gonatobotryum (образует цепочки).
Симподиальный бластический конидиогенез — тип конидиогенеза, при котором конидиогенная клетка постоянно удлиняется, а из её верхушки симподиально образуется бластическая конидия. Симподиально пролиферирующие конидиогенные клетки имеются у Beauveria, Basifimbria.
Аннеллидный бластический конидиогенез — тип конидиогенеза, при котором при отделении конидии от конидиогенной клетке на верхушке последней образуется кольцевидный шрам почкования. Образующиеся таком образом базипетальные цепочки не ветвятся. Такой тип конидиогенеза встречается у Scopulariopsis, Venturia/Spilocaea.
Фиалидный бластический конидиогенез — тип конидиогенеза, при котором из конидиогенной клетки также образуются базипетальные простые цепочки конидий, при этом сама конидиогенная клетка не удлиняется и шрамов почкования на ней не образуется. Однако её клеточная стенка при образовании новых конидий может заметно утолщаться, что затрудняет образование новых конидий на старом месте — тогда может симподиально образовываться новая точка образования конидий (конидиогенная клетка становится полифиалидой). Фиалидный конидиогенез характерен для Penicillium, Aspergillus, Stachybotrys, Verticillium, Fusarium, Trichoderma.
Ретрогрессивный бластический конидиогенез — тип конидиогенеза, при котором конидии образуются при увеличении в длину верхушки конидиогенной клетки (которая в результате несколько укорачивается). Встречается у Basipetospora, Trichothecium, Cladobotryum.
Базауксичный бластический конидиогенез — тип конидиогенеза, при котором конидии образуются в базипетальных цепочках, но постепенно формируются, поначалу слабо дифференцированы от материнской клетки. Характерен для Oidium.
Артрический таллический конидиогенез — тип конидиогенеза, при котором конидии образуются при разделении нерегулярно распооженными септами прекратившей рост гифы. Обычен у Geotrichum, Oidiodendron. При очерёдном артрическом конидиогенезе часть образовавшихся при септировании гифы клеток разрушается, а остальные становятся артроконидиями — Trichophyton, Chrysosporium.
Одиночный таллический конидиогенез — тип конидиогенеза, при котором из верхушки растущей гифы образуется одиночная конидия. Таллические фрагмоконидии встречаются у Microsporum.